# Druh

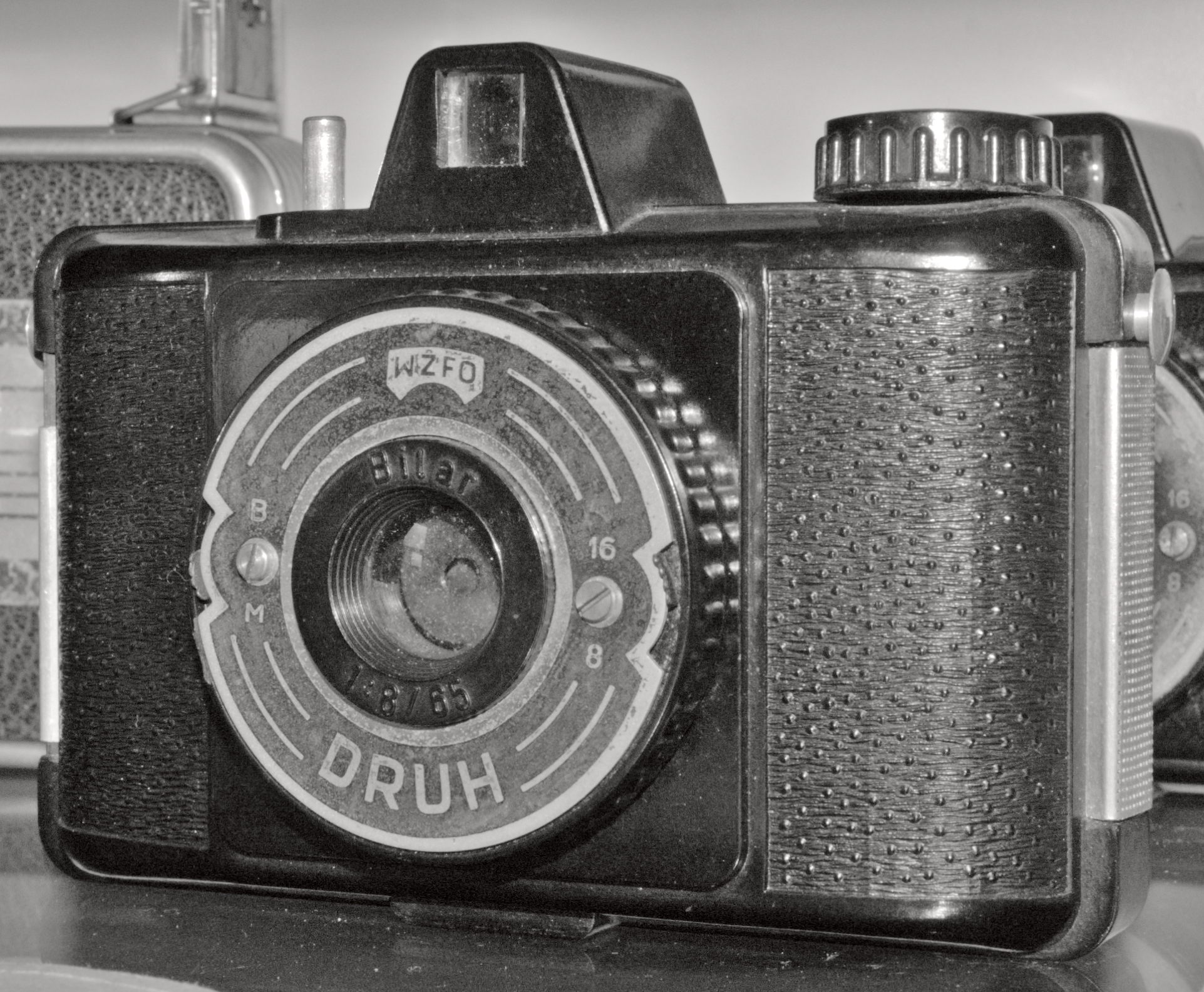
Druh

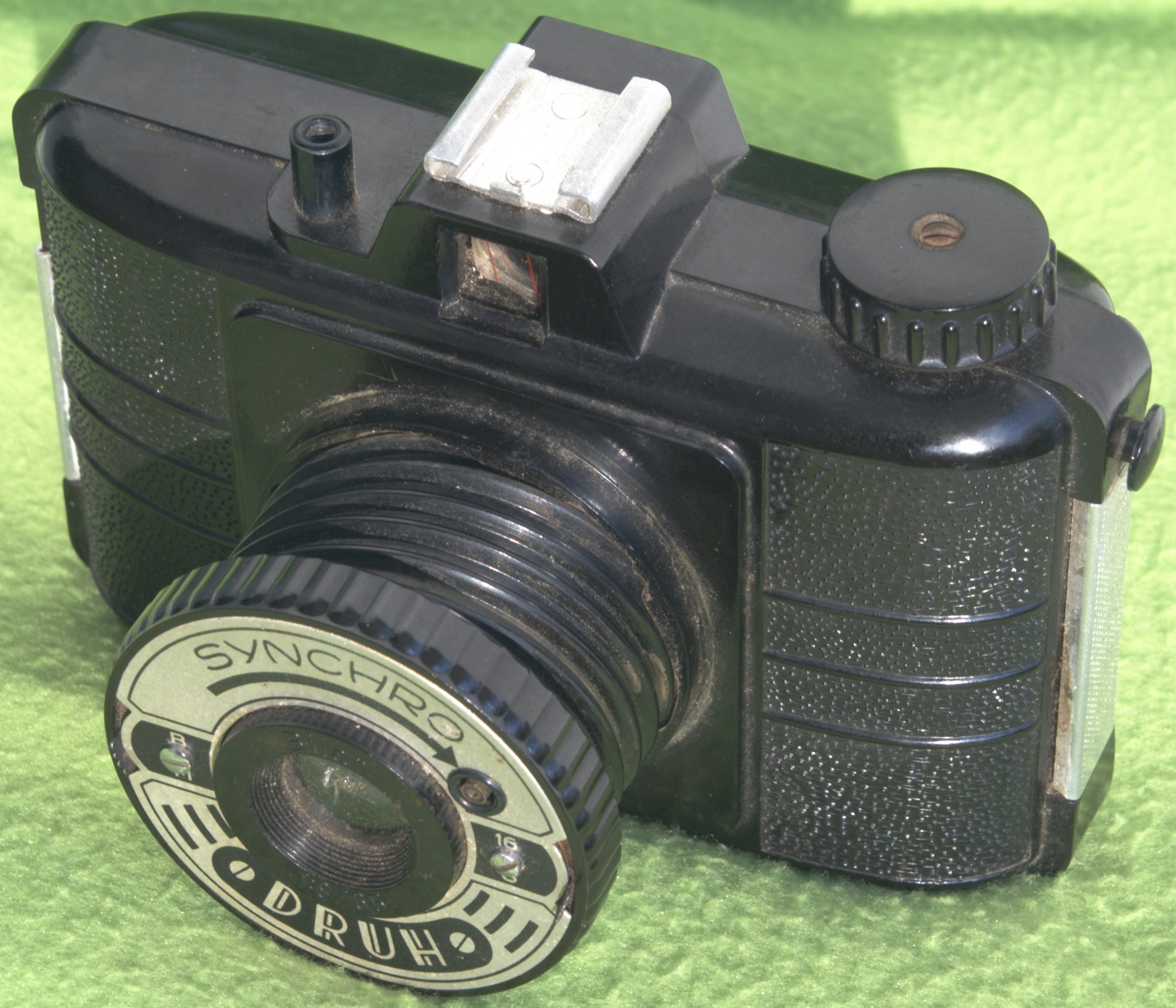
Druh Synchro

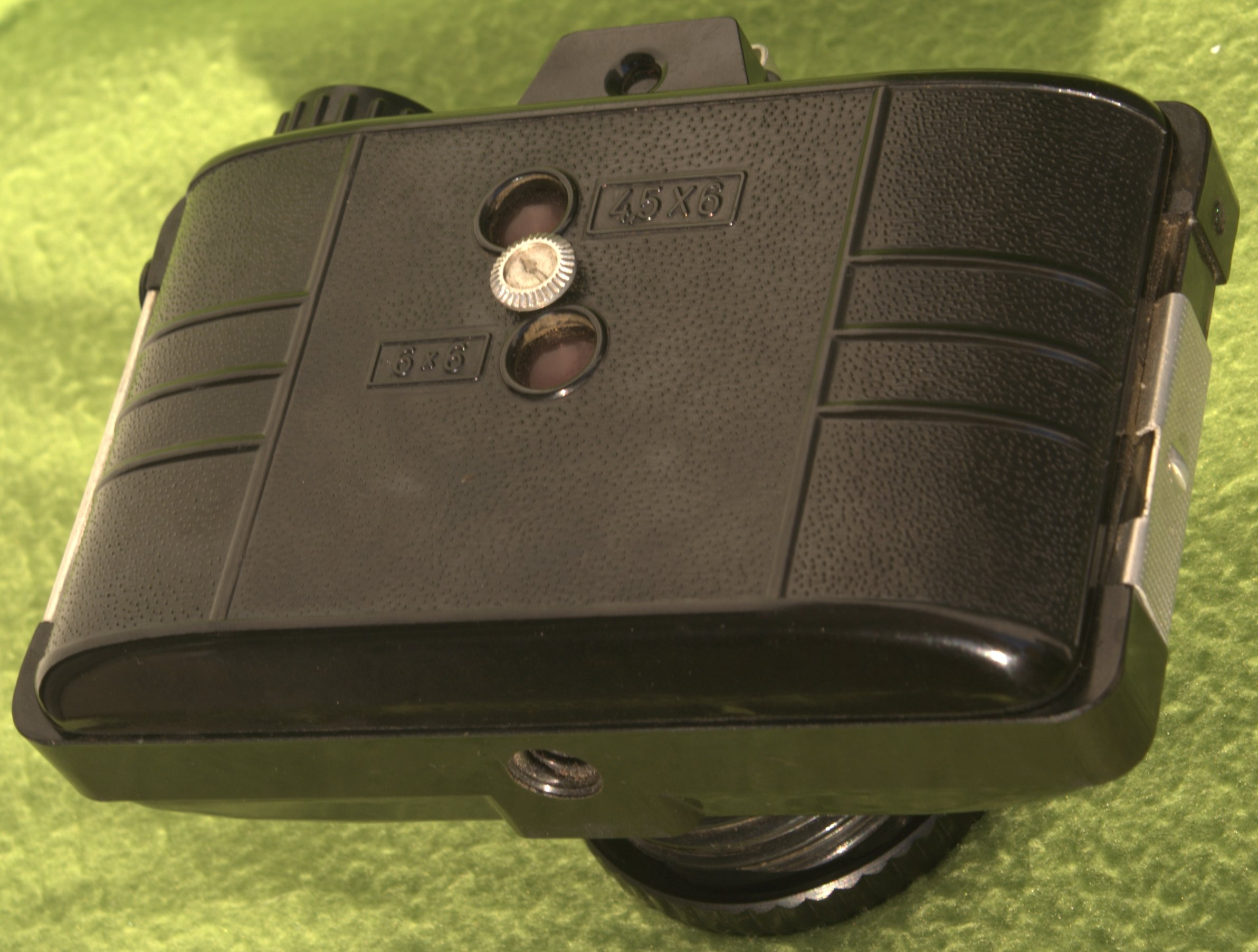

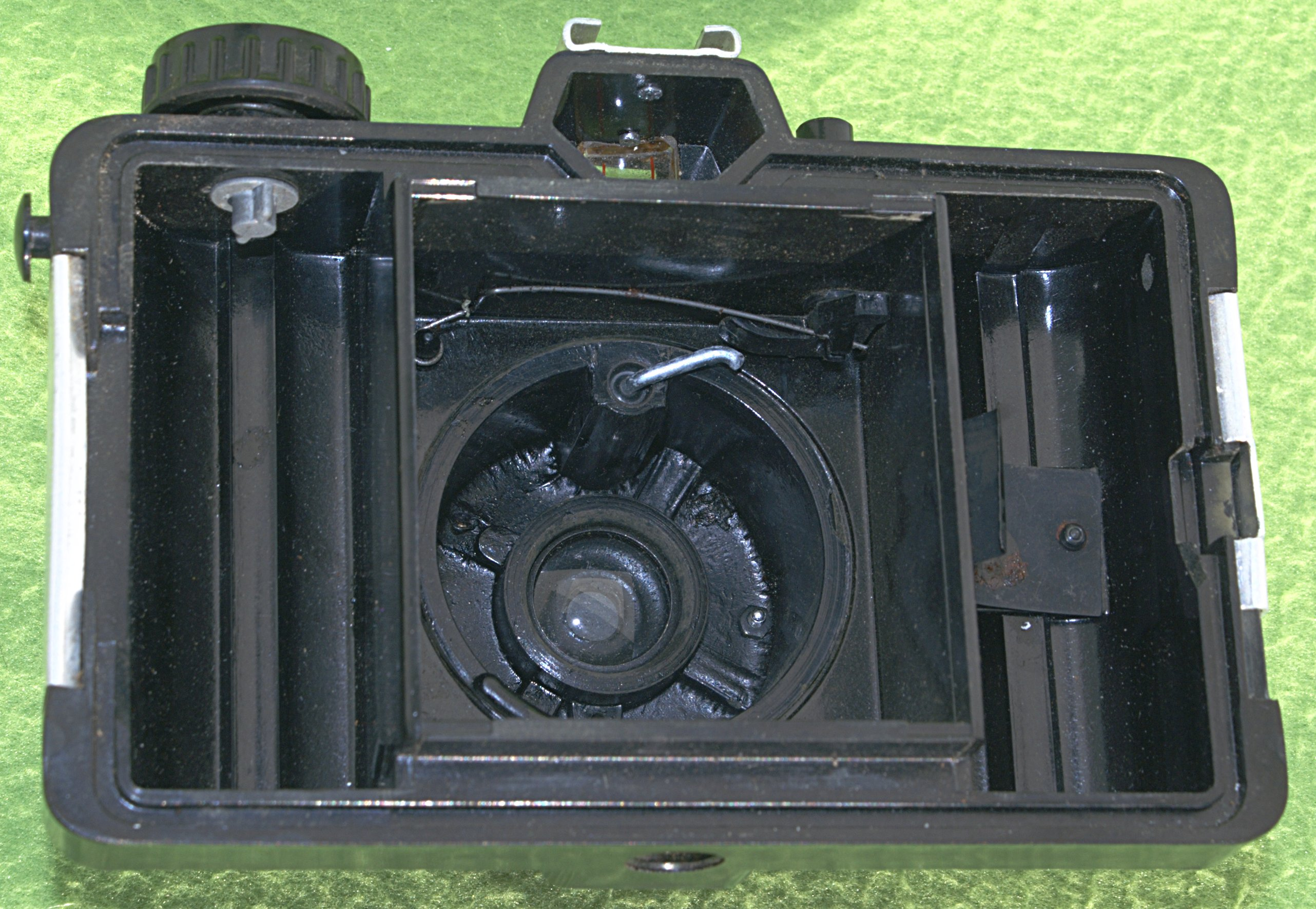

Druh (Druh Synchro) – prosty, polski aparat fotograficzny na film (błonę zwojową typu 120 z papierem ochronnym o szerokości 60 mm, na szpulach z grubym rdzeniem) produkowany od 1956 roku przez Warszawskie Zakłady Fotooptyczne w dwóch wersjach: Druh i Druh Synchro - wersji wzbogaconej o gniazdo synchronizacji i sanki do lampy błyskowej. 
Jest to aparat skrzynkowy zbudowany na wzór niemieckiego aparatu Pouva Start. Pozwala (dzięki specjalnym zastawkom) na wykonywanie zdjęć w formatach 6x6 oraz 6x4,5 cm. Druh i Druh Synchro należą do światowej rodziny bakelitowych aparatów skrzynkowych z wykręcanym tubusem obiektywu, która wywodzi się konstrukcyjnie i wzorniczo z przedwojennego francuskiego aparatu Photax II Blindè - dzięki temu zalicza się do stylu wzornictwa art déco. 
Aparat ten - podobnie jak czeski Pionyr i niemiecki Pouva Start - stworzony był z myślą o fotoamatorach - spełniał rolę dzisiejszego aparatu kompaktowego.
Aparat Druh, wyparty pod koniec lat 60. przez amatorskie małoobrazkowe aparaty fotograficzne przeżywa obecnie drugą młodość w dobie lomografii. Bywa też przerabiany na kamerę otworkową.
Jego nowocześniej wyglądającym i lżejszym następcą był aparat Ami.

## Dane techniczne
- format negatywu 6x6 i 6x4.5 cm;
- obiektyw Bilar wysuwany (fix focus), dwusoczewkowy standard 1:8/65 mm w układzie peryskop;
- przysłona otworkowa 8, 16;
- migawka centralna około 1/50 i czas B;
- sanki i gniazdo synchronizacji lampy błyskowej (Druh Synchro);
- stałe ustawienie ostrości od 2 metrów do nieskończoności z dużą odległością hiperfokalną;
- celownik lunetkowy z zaznaczonymi liniami kadrowania do formatu 4,5 oraz 6 cm;
- przesuw błony fotograficznej za pomocą pokrętła na górnej części korpusu z wizualną kontrolą w okienku na tylnej ściance

Źródło.